# Max Reimann
Pour les articles homonymes, voir Reimann.
Max Reimann, né le 31 octobre 1898 à Elbing en province de Prusse-Orientale et mort le 9 janvier 1977 à Düsseldorf en Allemagne de l'Ouest,, est un homme politique allemand. Au moment de la fondation de la République fédérale d'Allemagne (Allemagne de l'Ouest) en 1949, il est président du Parti communiste (KPD).

## Biographie

### Jeunesse
Son père est maître d'hôtel. Travailleur dans une industrie de métallurgie à partir de 1912, Max Reimann rejoint l'année suivante le mouvement des jeunes travailleurs du syndicat des travailleurs de la métallurgie (Deutscher Metallarbeiter-Verband), et en devient l'une des figures dirigeantes en 1915. Il intègre en 1916 la Ligue spartakiste, et manifeste contre la Première Guerre mondiale. Pour cette raison, il est arrêté, et purge un an de prison. « Impliqué dans le soulèvement de la Ruhr » en 1920, il rejoint en 1921 le Parti communiste, et aide à l'implantation du parti dans la région de la Ruhr, bassin industriel et ouvrier où il travaille comme mineur. Il gravit les échelons de la branche locale du parti au cours des années 1920. Il est « emprisonné plusieurs fois pour des raisons politiques »,.

### À l'époque du nazisme
En 1933, peu après la prise de pouvoir par les nazis et l'interdiction du Parti communiste, Reimann devient chef de l'Opposition syndicale révolutionnaire (de), syndicat communiste clandestin lié au Parti communiste. En mai 1934, il émigre dans la Sarre, territoire allemand alors occupé par les forces françaises, et y devient membre de la direction de la branche locale du Parti communiste allemand. En 1935 il participe au septième congrès de l'Internationale communiste à Moscou. Lorsque la Sarre est rattachée à l'Allemagne nazie, il émigre en Tchécoslovaquie. Il est arrêté par les nazis au printemps 1939, à la suite de l'annexion de la Tchécoslovaquie, et est incarcéré, puis transféré en 1942 au camp de concentration de Sachsenhausen. Il y restera en tant que prisonnier politique jusqu'à la libération du camp par l'Armée rouge à la fin de la Seconde Guerre mondiale.

### Après la guerre
Il retourne dans la Ruhr après la libération, et prend la tête de la branche du Parti communiste pour la Zone d'occupation britannique en Allemagne. Au printemps 1948, il devient chef du Parti communiste pour l'ensemble des zones d'occupation britannique, française et américaine dans l'ouest de l'Allemagne. De 1946 à 1949, il est également membre du comité exécutif du Parti socialiste unifié, jusqu'à ce que ce parti ne restreigne ses activités à l'est de l'Allemagne. Il est membre du Conseil consultatif provincial de Westphalie (sous l'occupation britannique) de 1945 à 1947, puis, de 1947 à 1949, du Conseil parlementaire de la Bizone d'occupation alliée. Élu député au Bundestag lors des premières élections fédérales d'Allemagne de l'Ouest (RFA) en août 1949, il y préside le groupe parlementaire des députés communistes. Sous sa direction, le Parti communiste en Allemagne de l'Ouest s'aligne sur les positions du Parti socialiste unifié (SED, marxiste) qui a pris le pouvoir en Allemagne de l'Est (RDA). Il s'oppose à la partition de l'Allemagne, et à l'adoption d'une économie capitaliste occidentale par le nouvel État ouest-allemand,.
Lors des élections de 1953, le Parti communiste disparaît du Bundestag ; Reimann perd son siège de député. Il demeure néanmoins à la tête du parti. Arrêté plusieurs fois « pour des raisons politiques », alors que l'anticommunisme gagne l'Allemagne de l'Ouest, il se réfugie en Allemagne de l'Est en 1956, juste avant l'interdiction du Parti communiste en RFA. Il retourne en RFA à l'automne 1968 et rejoint le Parti communiste (DKP), nouvellement créé. Il est fait président honoraire du parti en 1971. Installé à Düsseldorf, il y décède en 1977,.